# Lucha Reyes
Pour les articles homonymes, voir Reyes.
Lucha Reyes (de son nom complet María de la Luz Flores Aceves), (23 mai 1906-25 juin 1944), est une chanteuse mexicaine. Populaire dans les années 1930 et 1940, elle fut surnommée « la mère de la musique ranchera ». Reyes a démoli les mœurs sociales en affichant l'indépendance féminine. Elle se serait engagée dans des relations bisexuelles et aurait réquisitionné le privilège autrefois exclusivement masculin de boire en public, mélangeant tequila et passion dans le cadre de son acte. Elle se suicide à l'âge de 38 ans.

## Biographie
Née à Guadalajara (Mexique) dans la rue Angulo, derrière la célèbre Huerta de Arroyo, le 28 mai 1906,,, Lucha Reyes perd très jeune son père et prend le nom du second mari de sa mère.  Née quatre ans seulement avant le déclenchement de la révolution mexicaine, Reyes a surfé sur la vague de nationalisme qui a déclenché une renaissance de l'art indigène dans la peinture, la littérature, le cinéma et la musique. La chanteuse imposante et iconoclaste s'est imposée en tant qu'artiste solo au moment même où ce mouvement artistique prenait de l'ampleur à l'échelle nationale, lui donnant l'occasion de côtoyer d'autres artistes célèbres de l'époque, comme Diego Rivera et, à Los Angeles, le muraliste David Alfaro Siqueiros.
Elle commence à chanter dans sa ville dès l'âge de treize ans dans une tente située sur la Plaza de San Sebastián,. Lors de ses premiers pas en tant que chanteuse, et dans son état natal, elle a obtenu le titre de reine du mariachi, et peu de temps après, avec sa famille, elle a déménagé à Mexico, où ils vivaient dans une maison modeste du quartier de Morelos, mais la mauvaise situation économique que connaissaient alors leurs parents les empêchait de terminer ses études primaires ; puis elle rejoint le chœur de l'Iglesia del Carmen.
À l'âge de quatorze ans, en 1920, elle s'installe aux États-Unis dans le but d'étudier le chant de manière professionnelle. Mais plus que de se consacrer à sa formation artistique, Lucha Reyes a parcouru ce pays, dans lequel elle a rencontré son mari, le journaliste Gabriel Navarro. Enceinte, elle perd son fils et cela lui a causé un traumatisme et, séparée de son mari, elle est retournée au Mexique et se produit dans divers théâtres. Elle rencontre les sœurs Ofelia et Blanca Asciencio, avec qui elle crée le trio Reyes-Ascencio. 
En 1927, elle part en concert avec d'autres artistes en Europe, mais la tournée est annulée à Berlin. Tombée malade sur place, elle perd sa voix de soprano et adapte son répertoire en conséquence. Elle commence alors à interpréter des chansons rancheras.
Elle devient célèbre et fait des apparitions dans quelques films mexicains, comme ¡Ay Jalisco... no te rajes! de Joselito Rodríguez, avec Jorge Negrete (1941), ou Flor silvestre d'Emilio Fernández, avec Dolores del Río et Pedro Armendáriz (1943).
Bien que ses chansons aient toujours eu un air de fête, caractéristique de la culture mexicaine, Lucha a traversé de nombreux problèmes de dépression qui l'ont fait sombrer dans l'alcool. On dit que ce qui a provoqué cette dépendance était sa propre mère qui buvait également de l'alcool fréquemment et de manière incontrôlable. Cette habitude serait un fardeau pour la chanteuse pendant la grande majorité de sa vie et même jusqu'à sa mort.
Elle s'est marié trois fois. En 1934, elle épouse son deuxième mari, le producteur Félix Martín Cervantes.  Elle adopte une fille qu'elle a nommée María de la Luz. Malgré cela, Lucha ne se sent pas pleinement épanouie.
Dans la légende, elle s'est identifiée à l'héroïne maudite, au cœur brisé et alcoolique de l'une de ses dernières chansons à succès, "La Tequilera".
Le 25 juin 1944, Lucha Reyes meurt chez elle à Mexico d'une overdose de barbituriques. Elle laisse dans le deuil son troisième mari, le pilote Antonio Vega Medina, ainsi que sa mère et sa belle-fille,,. Des milliers de personnes sont venues aux funérailles. Des chansons comme La Tequilera, La Panchita et d'autres ont été chantées par l'orchestre Mariachi Vargas au pied de la tombe, en présence d'Agustín Lara, Dolores del Río et d'autres artistes.
Malgré son histoire personnelle et sa décision fatale, Lucha Reyes est considérée comme une légende, dont les successeurs lui ont rendu hommage en imitant son style unique, authentique et incomparable.
Le réalisateur mexicain Arturo Ripstein s'inspire de sa vie pour son film La Reine de la nuit (1994). La romancière Alma Velasco a publié une biographie romancée de Lucha Reyes intitulée Me llaman la Tequilera (2012). En 2014, son nom est donné à une rue de Los Angeles.

## Discographie
- Lucha Reyes : La Inmortal
- Recordando a Lucha Reyes : La Inmortal
- Lucha Reyes
- Las grabaciones inéditas de Lucha Reyes
- Lucha Reyes : Sus primeras grabaciones
- Canciones mexicanas en la voz de Lucha Reyes
- La voz folklórica de siempre : Lucha Reyes
- Lucha Reyes : Lo mejor de lo mejor RCA Víctor
- Serie Platino 20 éxitos : Lucha Reyes
- Lucha Reyes : Tesoros de colección
- Nuestra tradición : Lucha Reyes
- The unforgettable of mexican song : Lucha Reyes
- 15 éxitos de Lucha Reyes
- Lucha Reyes : Mexicanísimo
- La reina inmortal de la canción ranchera : Lucha Reyes